# Johann Buslidius
Johann Buslidius (* 1554 in Busleyden; † 15. Dezember 1623 in Regensburg) war ein Jesuit und Beichtvater Maximilians I.  von Bayern.
Buslidius, aus Luxemburg stammend, wirkte zunächst als Professor für Philosophie und anschließend als französischer Hofprediger in München. 1595 wurde er zum Beichtvater Maximilians und seiner Frau Elisabeth. Maximilian benötigte den Jesuiten nicht nur als Seelsorger, sondern zog ihn auch als Gutachter in politischen Fragen heran. 1613 reiste Buslidius in diplomatischer Mission nach Rom, um Papst Paul V. über die Konversion Herzog Wolfgang Wilhelms von Pfalz-Neuburg und dessen Heirat mit Maximilians Schwester Magdalena zu unterrichten. 1620 begleitete er seinen Herzog beim Feldzug in Oberösterreich und Böhmen. Sein Kriegstagebuch (Diarium castrense R. P. J. Buslidii anno 1620) gilt als wichtige Quelle dieses Feldzugs. Buslidius versah seine Aufgaben bis zu seinem Tod. Nachfolger wurde Adam Contzen.